# إيولا (ويسكونسن)
إيولا (بالإنجليزية: Iola (town), Wisconsin)‏ هي بلدة تقع في Waupaca بولاية ويسكونسن في الولايات المتحدة. تبلغ مساحتها 89.3 (كم²)، وترتفع عن سطح البحر م، بلغ عدد سكانها 818 نسمة في عام 2000 حسب إحصاء مكتب تعداد الولايات المتحدة .

## التركيبة السكانية
حدّد مكتب تعداد الولايات المتحدة بيانات التركيبة السكانية لإيولا في تعداد الولايات المتحدة. في ما يلي، التركيبة السكانية حسب تعدادي 2000 و2010.

### تعداد عام 2000
بلغ عدد سكان إيولا 1,298 نسمة بحسب تعداد عام 2000، وبلغ عدد الأسر 567 أسرة وعدد العائلات 330 عائلة مقيمة في القرية. في حين سجلت الكثافة السكانية 14.5 نسمة لكل كيلومتر مربع (37.6/ميل2). وبلغ عدد الوحدات السكنية 618 وحدة بمتوسط كثافة قدره 6.9 لكل كيلومتر مربع (17.9/ميل2).
وتوزع التركيب العرقي للقرية بنسبة 98.07% من البيض و0.23% من الأمريكيين الأفارقة و0.08% من الأمريكيين الأصليين و0.23% من الأمريكيين ذوي الأصول الآسيوية و0.23% من الأعراق الأخرى و1.16% من عرقين مختلطين أو أكثر و1.31% من الهسبانيون أو اللاتينيون من أي عرق.
بلغ عدد الأسر 567 أسرة كانت نسبة 27.2% منها لديها أطفال تحت سن الثامنة عشر تعيش معهم، وبلغت نسبة الأزواج القاطنين مع بعضهم البعض 45.9% من أصل المجموع الكلي للأسر، ونسبة 9.5% من الأسر كان لديها معيلات من الإناث دون وجود شريك، بينما كانت نسبة 2.8% من الأسر لديها معيلون من الذكور دون وجود شريكة وكانت نسبة 41.8% من غير العائلات. تألفت نسبة 36.5% من أصل جميع الأسر من عدة أفراد يعيشون في نفس المنزل ونسبة 17.8% كانت تتألف من شخص يعيش بمفرده يبلغ من العمر 65 عاماً أو أكثر. وبلغ متوسط حجم الأسرة المعيشية 2.18، أما متوسط حجم العائلات فبلغ 2.87.
بلغ العمر الوسطي للسكان 42.1 عاماً. وكانت نسبة 22.7% من القاطنين تحت سن الثامنة عشر، وكانت نسبة 5.1% بين الثامنة عشر والرابعة والعشرين عاماً، ونسبة 25.6% كانت واقعةً في الفئة العمرية ما بين الخامسة والعشرين والرابعة والأربعين عاماً، ونسبة 21.2% كانت ما بين الخامسة والأربعين والرابعة والستين، ونسبة 20.9% كانت ضمن فئة الخامسة والستين عاماً فما فوق. يوجد لكل 100 أنثى 84.5 ذكر، ويوجد لكل 100 أنثى في الثامنة عشر من عمرها فما فوق 80.2 ذكر.
بلغ متوسط دخل الأسرة في القرية 32,829 دولارًا، أما متوسط دخل العائلة فبلغ 45,859 دولارًا. وكان متوسط دخل الذكور 32,424 دولارًا مقابل 22,031 دولارًا للإناث. وسجل دخل الفرد الخاص بالقرية 17,778 دولارًا. وكانت نسبة 4% من العائلات ونسبة 6.5% من السكان تحت خط الفقر، وكان من هؤلاء نسبة 7% تحت سن الثامنة عشر ونسبة 8.5% في الخامسة والستين من العمر وما فوق.

### تعداد عام 2010
بلغ عدد سكان إيولا 1,301 نسمة بحسب تعداد عام 2010، وبلغ عدد الأسر 590 أسرة وعدد العائلات 341 عائلة مقيمة في القرية. في حين سجلت الكثافة السكانية 14.6 نسمة لكل كيلومتر مربع (37.8/ميل2). وبلغ عدد الوحدات السكنية 677 وحدة بمتوسط كثافة قدره 7.6 لكل كيلومتر مربع (19.7/ميل2).
وتوزع التركيب العرقي للقرية بنسبة 98.46% من البيض و0.15% من الأمريكيين الأفارقة و0.31% من الأمريكيين الأصليين و0.23% من الأمريكيين ذوي الأصول الآسيوية و0.15% من الأعراق الأخرى و0.69% من عرقين مختلطين أو أكثر و1.15% من الهسبانيون أو اللاتينيون من أي عرق.
بلغ عدد الأسر 590 أسرة كانت نسبة 23.7% منها لديها أطفال تحت سن الثامنة عشر تعيش معهم، وبلغت نسبة الأزواج القاطنين مع بعضهم البعض 41.7% من أصل المجموع الكلي للأسر، ونسبة 12.2% من الأسر كان لديها معيلات من الإناث دون وجود شريك، بينما كانت نسبة 3.9% من الأسر لديها معيلون من الذكور دون وجود شريكة وكانت نسبة 42.2% من غير العائلات. تألفت نسبة 37.6% من أصل جميع الأسر من عدة أفراد يعيشون في نفس المنزل ونسبة 19.5% كانت تتألف من شخص يعيش بمفرده يبلغ من العمر 65 عاماً أو أكثر. وبلغ متوسط حجم الأسرة المعيشية 2.12، أما متوسط حجم العائلات فبلغ 2.77.
بلغ العمر الوسطي للسكان 46.8 عاماً. وكانت نسبة 19.8% من القاطنين تحت سن الثامنة عشر، وكانت نسبة 5.5% بين الثامنة عشر والرابعة والعشرين عاماً، ونسبة 22.1% كانت واقعةً في الفئة العمرية ما بين الخامسة والعشرين والرابعة والأربعين عاماً، ونسبة 25.9% كانت ما بين الخامسة والأربعين والرابعة والستين، ونسبة 26.6% كانت ضمن فئة الخامسة والستين عاماً فما فوق. وتوزع التركيب الجنسي للسكان بنسبة 46.3% ذكور و53.7% إناث.

## وصلات خارجية
- The US50 - Cities and Towns in Wisconsin State
- Wisconsin Cities and Towns, Facts, Map, Flag, Colleges, Government, and More